# HD50625
HD50625 — хімічно пекулярна зоря спектрального класу
F1 й має видиму зоряну величину в смузі V приблизно 10,6.